# Недко Недялков
Недко Недялков е български зоолог.

## Биография
Роден е на 7 септември 1982 г. в Чирпан. През 2009 г. завършва екология в Пловдивския университет „Паисий Хилендарски“. През 2014 г. защитава докторска дисертация в Националния природонаучен музей. Уредник е в Палеонтологичен музей „Димитър Ковачев“ в Асеновград.
Научните му интереси са в областта на екологията, консервационната биология, таксономия и еволюция на дребните бозайници и хранителна биология на дневни хищни птици и сови. Участва в полеви експедиции в България, Монголия (2008), Казахстан (2009), Турция (2009 – 2014), Мароко (2013).
Недко Недялков участва в международен екип от учени в проучването на нов и неизвестен вид къртица (Talpa martinorum) в Странджа, който е съобщен и описан за първи път през 2018 г. в научното списание Bonn zoological Bulletin.